# Maestro dell'Altare di Friedberg
Maestro dell'Altare di Friedberg (fl. XV secolo) è stato un pittore anonimo tedesco attivo alla fine del XIV secolo.
L'anonimo artista tedesco prende il suo nome dall'altare proveniente dalla chiesa di Santa Maria di Friedberg, nell'Assia superiore, oggi conservato al Hessisches Landesmuseum di Darmstadt e databile alla fine del XIV secolo.
L'altare a portelle con quattro timpani triangolari, due al centro e gli altri sulle ante, ha dipinta all'interno il Cristo in croce, circondato dalla Vergine, da San Giovanni e da tre Donatori, e, da una parte e dall'altra, tre Apostoli; sopra, Angeli e Profeti. Nei timpani sono la Pentecoste e l'Incoronazione della Vergine.
Sull'anta sinistra, tre Santi, con sopra angeli e profeti, nel timpano l'Ascensione. All'esterno, quattro scene della Vita della Vergine e nel timpano la Nascita della Vergine. L'anta e il timpano di destra sono perduti.
| Controllo di autorità | Europeana agent/base/69 |